# Pfalz–Neuburgi Mária Zsófia portugál királyné
Pfalz–Neuburgi Mária Zsófia portugál királyné (Düsseldorf, 1666. augusztus 6. – Lisszabon, 1699. augusztus 4.) a Wittelsbach-házból származó pfalz–neuburgi hercegnő, II. Péter portugál király második feleségeként Portugália királynéja.

## Élete
1666. augusztus 6-án született a düsseldorfi Benrath kastélyban Fülöp Vilmos pfalzi választófejedelem és második felesége, Hessen-darmstadti Erzsébet Amália tartománygrófnő tizenegyedik gyermekeként és negyedik leányaként. A szülők 1653. szeptember 3-án kötöttek házasságot, miután Fülöp 1651. október 8-án 35 esztendősen, kilenc évnyi házasság után megözvegyült. Első feleségével, Anna Katalin lengyel királyi hercegnővel egy közös fiuk született, aki még a születésekor meghalt.
Anyai nagyszülei: II. György, Hessen-Darmstadt tartománygrófja és Zsófia Eleonóra szász hercegnő, I. János György szász választófejedelem leánya voltak.
A 20 éves Mária Zsófia 1687. július 2-án képviselők útján Heidelbergben hozzáment az akkor 39 esztendős, özvegy II. Péter portugál királyhoz, aki 1683. december 27-én veszítette el első feleségét, Savoyai Mária Franciska nemours-i hercegnőt, aki előzőleg Péter bátyjának, VI. Alfonz portugál királynak volt a hitvese. Mária Franciska 1668. április 2-án lett Péter felesége. (VI. Alfonz 1666. augusztus 2-án vette feleségül Mária Franciskát, ám az asszony már a következő évben kérte a frigy érvénytelenítését férje impotenciájára hivatkozva. A házasságot végül 1668 elején felbontotta az egyház. Mária Franciskának nem született gyermeke első férjétől, Péternek azonban szült egy leányt, Izabella Lujzát 1669. január 6-án. Alfonz nem nősült újra és 1683. szeptember 12-én 40 évesen távozott az élők sorából, gyermeket pedig nem hagyott hátra, ezért koronája öccsére, Péter hercegre szállt.)
Mária Zsófia királyné 1699. augusztus 4-én 32 éves korában hunyt el Lisszabonban a Ribeira palotában, orbánc betegsége következtében. Özvegye nem nősült újra és hét évvel később, 1706. december 9-én 58 esztendős korában halt meg. Mária Zsófia holttestét a São Vicente de Fora templomban helyezték végső nyugalomra.

## Gyermekei
Zsófia hercegnő és II. Péter közös gyermekei:
- János Ferenc (1688. augusztus 30. – 1688. szeptember 17.)
- János (1689. október 22. – 1750. július 31.), a későbbi V. János portugál király, aki 1706 és 1750 között ült az ország trónján, és 1708. október 27-én nőül vette Mária Anna osztrák főhercegnőt, aki hat gyermeket (Barbara, Péter, József, Károly, Pedro és Sándor) szült férjének
- Ferenc (1691. május 25. – 1742. július 21.), Beja hercege, aki ugyan soha nem nősült meg, de volt két törvénytelen gyermeke Mariana da Silveira-tól
- egy halva született leány (1693-ban)
- Franciska (1694-ben született, de csak két hónapot élt)
- Antónió (1695. március 15. – 1757. október 20.), nem házasodott meg és gyermeke sem született
- Teréza (1696–1704)
- Mánuel (1697. augusztus 3. – 1766. augusztus 3.), Ourém grófja, aki ugyancsak nőtlenül és örökös nélkül hunyt el
- Franciska Jozefa (1699. január 30. – 1736. július 15.), nem ment férjhez és gyermekei sem születtek.

## Külső hivatkozások
- http://www.pfalzneuburg.de/wp-content/uploads/2010/03/MariaSophia.pdf